# Jean-Baptiste Tavernier
Jean-Baptiste Tavernier (1605 Paříž – 1689 Moskva) byl francouzský obchodník s drahokamy, cestovatel a autor cestopisu. Tavernier cestoval na své vlastní náklady, uskutečnil v letech 1630 až 1668 šest cest do Persie a Indie. V roce 1675 vydal na popud svého patrona Ludvíka XIV. cestopis Les Six Voyages de Jean-Baptiste Tavernier (Šest cest Jeana-Baptista Taverniera, 1676).
Tavernier se narodil v Paříži ve francouzské nebo vlámské hugenotské rodině, která emigrovala do Antverp, aby unikla pronásledování, a pak se vrátila do Paříže po vydání Nantského ediktu, který sliboval ochranu francouzským protestantům. Tavernierův otec Gabriel i jeho bratr Melchior Tavernier byli kartografové. Již jako teenager se u nich vyučil rytectví, hodně s nimi cestoval po Evropě a dosáhl slušné znalosti jejích hlavních jazyků. 
Z přesnosti Tavenierových kreseb, užitých jako ilustrace jeho cestopisů, je zřejmé vzdělání v oboru kartografie i rytectví. Publikace tim získala na ceně. Jeho hlavním zájmem bylo hledání a zkoumání drahokamů a radost z cestování po exotických krajích. Dokázal se asimilovat v Indii i v Persii, pobýval na dvorech tamních panovníků a oblékal se podle jejich zvyklostí. 
Tavernier je známý i tím, že v roce 1666 objevil nebo koupil 116karátový diamant, který v roce 1668 prodal Ludvíku XIV. za 120 000 livrů a povýšení do šlechtického stavu. (O pět let později dvorní klenotník Jean Pitau na králův rozkaz zbrousil kámen do váhy 68 karátů a použil v ozdobné jehlici. Králův pravnuk Ludvík XV. jej pak nechal umístit do medaile Řádu zlatého rouna. Kámen byl ukraden v roce 1792, přebroušen a znovu se objevil v Londýně o 30 let později jako diamant Hope.)
Obchodem s drahokamy se Tavernier domohl takového bohatství, že si v roce 1669 mohl za 60 000 livrů koupit panství Aubonne v Savojském vévodství poblíž města Ženevy, a za zásluhy o francouzskou královskou pokladnici jej král Ludvík XIV. povýšil na barona z Aubonne.
Tavernierovy spisy ukazují, že byl vášnivým pozorovatelem i pozoruhodným kulturním antropologem. Jeho Šest cest se stalo bestsellerem a během jeho života bylo přeloženo do němčiny, nizozemštiny, italštiny a angličtiny. Práce je často citována moderními učenci, kteří píší o tomto období.